# Bánh mì gừng
Bánh mì gừng là loại bánh nướng, thường có hương vị gừng, đinh hương, nhục đậu khấu hoặc quế và có vị ngọt với mật ong, đường hoặc rỉ đường. bánh mì gừng đa dạng, từ loại bánh ổ mềm, xốp đến loại bánh có độ dày như bánh quy gừng.

## Lịch sử

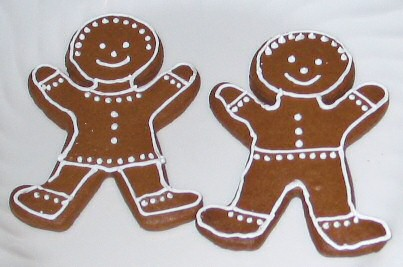
Người bánh mì gừng

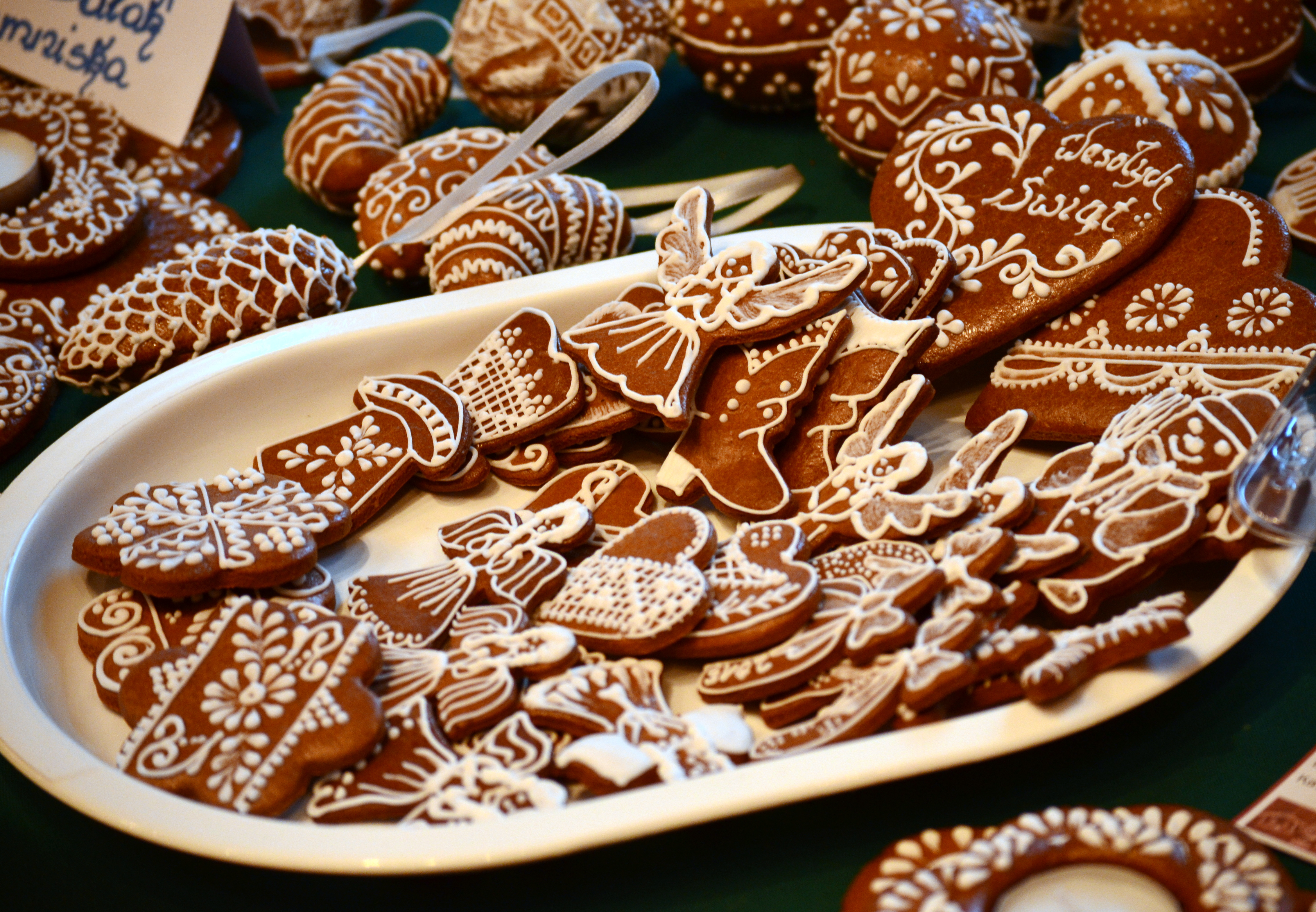
Bánh mì gừng với kẹo đá hoàng gia

Bánh mì gừng được tuyên bố là đã được đưa đến Châu Âu vào năm 992 bởi tu sĩ người Armenia, Gregory của Nicopolis (còn gọi là Gregory Makar và Grégoire de Nicopolis). Ông rời Nicopolis (Hy Lạp hiện đại ngày nay) để sống ở Bondaroy (Pháp), gần thị trấn Pithiviers. Ông ở lại đó bảy năm và dạy nướng bánh mì gừng cho các Kitô hữu Pháp. Ông mất năm 999.
Vào thế kỷ 13, bánh mì gừng đã được người Đức nhập cư đưa vào Thụy Điển. Trong thế kỷ 15 ở Đức, sản xuất hướng dẫn làm bánh mì gừng đã được điều chỉnh. Các tài liệu đầu tiên từ Tu viện Vadstena cho biết nữ tu Thụy Điển nướng bánh mì gừng để giảm chứng khó tiêu vào năm 1444. Đó là thói quen nướng bánh quy trắng và vẽ chúng như đồ trang trí cửa sổ.
Tài liệu về hoạt động buôn bán bánh mì gừng đầu tiên có vào thế kỷ 17, nơi chúng được bán ở tu viện, hiệu thuốc và chợ trời. Thời Trung cổ ở Anh, bánh mì gừng được cho có tác dụng chữa bệnh. Một trăm năm sau, thị trấn Market Drayton ở Shropshire, Anh đã trở nên nổi tiếng với bánh mì gừng của mình, như niềm tự hào được hiển thị trên biển chào thị trấn của họ. Lần đầu tiên ghi chép đề cập đến bánh mì gừng được nướng trong thị trấn có từ năm 1793, mặc dù nó có thể được thực hiện sớm hơn, như gừng đã được cung ứng trong các doanh nghiệp đại lộ kể từ những năm 1640. bánh mì gừng đã trở nên phổ biến rộng rãi trong thế kỷ 18.
Bánh mì gừng đã đến châu Mỹ với những người định cư từ châu Âu. Rỉ đường ít tốn kém hơn đường, nhanh chóng trở thành một thành phần phổ biến và sản xuất bánh mềm hơn. Cuốn sách nấu ăn đầu tiên của Mỹ, American Cookery của Amelia Simmons, có bảy công thức chế biến khác nhau cho bánh mì gừng.

## Biến thể

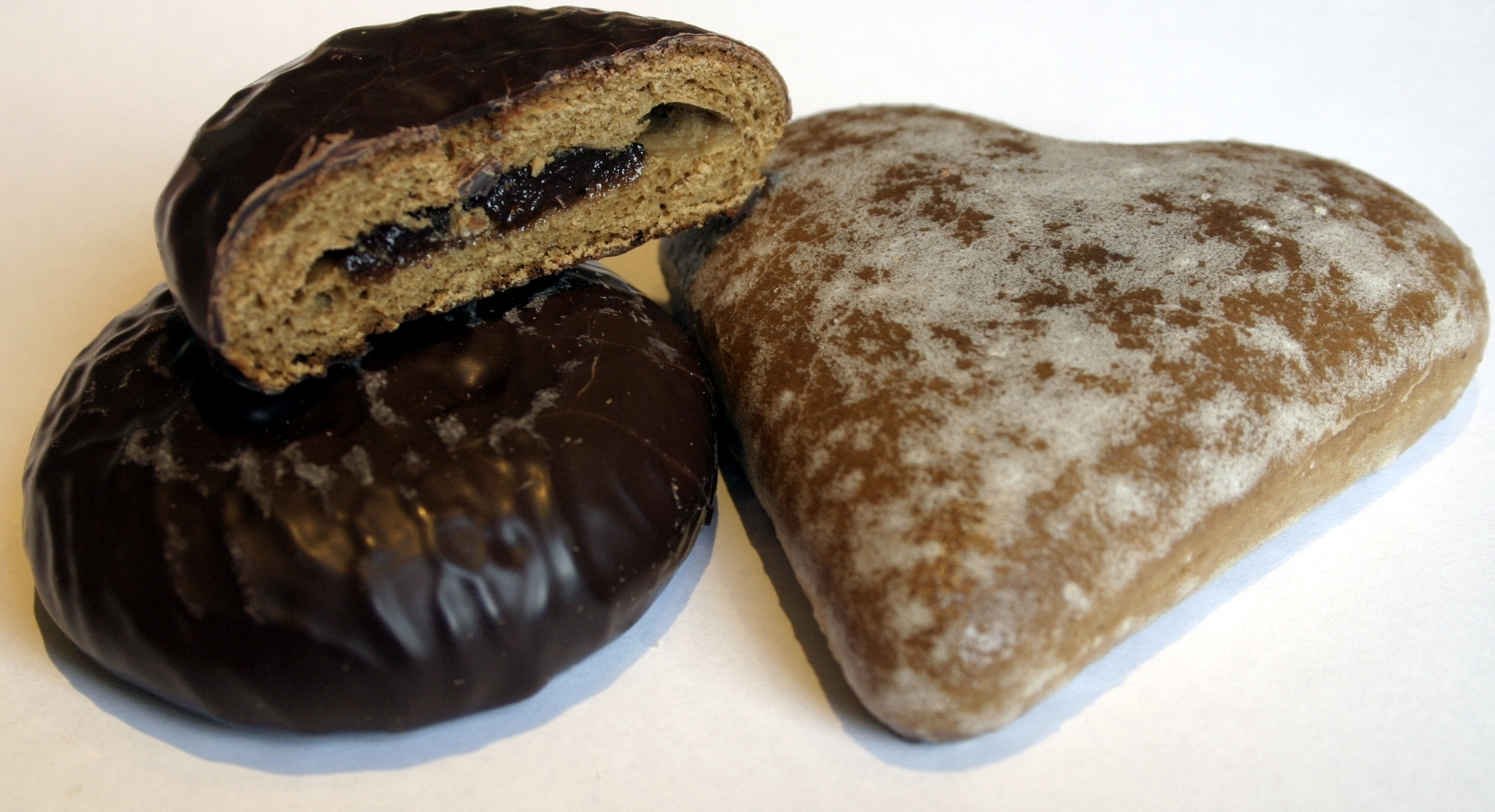
Bánh mì gừng Toruń truyền thống

Ở Anh, bánh mì gừng có thể là bánh, hoặc một loại bánh quy làm bằng gừng. Trong hình dạng bánh quy, nó thường có dạng người bánh mì gừng. Người bánh mì gừng lần đầu tiên được quy cho cung đình của nữ hoàng Elizabeth I, người phục vụ những bức tượng nhỏ cho các quan chức ngoại quốc. Tuy nhiên, ngày nay, chúng thường được phục vụ vào dịp Giáng sinh.
Bánh yến mạch là một dạng bánh bánh mì gừng mềm được làm bằng bột yến mạch và mật ong phổ biến ở miền bắc nước Anh.
Tại Hoa Kỳ, hình thức bánh mì gừng này đôi khi được gọi là "bánh ngọt gừng" để phân biệt nó với các hình dạng rắn hơn. Bánh pain d'épices của Pháp là tương tự, mặc dù nhìn chung hơi khô hơn và liên quan đến mật ong hơn là mật đường. pain d'épices Pháp bước đầu không chứa gừng.
Ở Hà Lan và Bỉ, bánh mì gừng nhạt và mềm mại được gọi là peperkoek, kruidkoek hoặc ontbijtkoek được phổ biến phục vụ vào bữa sáng hoặc trong ngày, thái lát mỏng và thường phết bơ mặt trên.
Ở Đức, bánh mì gừng được làm theo hai hình thức: một dạng mềm gọi là Lebkuchen và một dạng cứng hơn, đặc biệt liên quan đến các lễ hội carnivals và thị trường đường phố như thị trường Giáng sinh diễn ra ở nhiều thị trấn Đức. bánh mì gừng cứng được làm bằng hình dáng trang trí, sau đó được trang trí thêm bằng đường và băng. Truyền thống cắt bánh mì gừng thành hình dạng có nhiều hình thức khác, và tồn tại ở nhiều quốc gia, một ví dụ nổi tiếng là người bánh mì gừng. Theo truyền thống, chúng được nhúng trong rượu vang Port.
Trong ẩm thực của người Do Thái Ashkenazi, ăn Lekach vào ngày Rosh Hashanah (năm mới) gần giống như peperkoek Hà Lan hoặc Lebkuchen của Đức, mặc dù nó có các biến thể khu vực rộng.
Ở các nước Bắc Âu, dạng gừng pha chế phổ biến nhất là ớt pepperkaker (tiếng Na Uy), pepparkakor (tiếng Thụy Điển), brunkager (tiếng Đan Mạch), piparkökur (tiếng Iceland), piparkakut (tiếng Phần Lan) và các nước Baltic piparkūkas (tiếng Latvia) hoặc piparkoogid (tiếng Estonia). Chúng là bánh quy mỏng, giòn có liên quan đặc biệt đến thời kỳ Giáng sinh kéo dài. Ở Na Uy và Thụy Điển, pepperkaker/pepparkakor cũng được sử dụng làm đồ trang trí cửa sổ, pepperkaker/pepparkakor thì dày hơn một chút so với thông thường và được trang trí bằng men và kẹo. Nhiều gia đình nướng pepperkaker/pepparkakor/brunkager như một truyền thống.
Tại Thụy Sĩ, pha chế bánh mì gừng được gọi là "biber" thường là một chiếc bánh mì gừng hình chữ nhật dày 2 cm phủ đầy hạnh nhân. Biber nổi tiếng từ các bang của Appenzell hoặc St. Gallen và biber tương ứng được trang trí một cách trang nhã với hình ảnh của con gấu Appenzell hoặc nhà thờ St. Gallen bằng cách khắc hoặc đóng băng.
Tại Nga, một nhà sản xuất bánh mì gừng được đề cập đầu tiên trong sổ ghi chép Kazan năm 1568. bánh mì gừng được gọi là pryaniki (sg. pryanik), có nguồn gốc từ từ tiếng Nga cổ cho 'hạt tiêu'. Trong lịch sử, ba trung tâm chính sản xuất bánh mì gừng đã phát triển ở các thành phố Vyazma, Gorodets và Tula. bánh mì gừng từ Tver, Saint Petersburg và Moskva cũng nổi tiếng trong Đế quốc Nga. bánh mì gừng truyền thống của Nga được làm bằng bột lúa mạch đen, mật ong, đường, bơ, trứng và các loại gia vị khác nhau; nó được một trang trí nổi và/hoặc đoạn văn ở phía trước với vết đóng băng hoàng gia. bánh mì gừng của Nga cũng có thể được định hình dưới nhiều hình dạng khác nhau và nhồi với mứt và phủ chất ngọt khác.
Ở Ba Lan, bánh mì gừng được gọi là pierniki (số ít, piernik). Một số thành phố có phong cách khu vực truyền thống. bánh mì gừng Toruń (piernik toruński), bánh mì gừng kiểu Ba Lan truyền thống đã được sản xuất từ thời Trung Cổ ở thành phố Toruń. Đó là một món ăn yêu thích của Chopin khi ông viếng thăm cha đỡ đầu Fryderyk Florian Skarbek, ở Torun trong kỳ nghỉ trường. bánh mì gừng Kraków là phong cách truyền thống của thủ đô Ba Lan.
Tại Romania, bánh mì gừng được gọi là turtă dulce và thường có đường tráng men.
Một loạt bánh mì gừng ở Bulgaria được gọi là меденка ("làm bằng mật ong"). Theo truyền thống, bánh quy lớn như lòng bàn tay, tròn và phẳng, với một lớp sôcôla mỏng. Các thành phần thông thường khác bao gồm mật ong, quế, gừng và đinh hương khô.
bánh mì gừng nổi tiếng ở Anh và có ở các siêu thị. Cũng như các quốc gia khác, bánh quy gừng thường được trang trí bằng kẹo đá Hoàng gia.
Ở Panama, pha chế bánh kẹo có tên yiyinbre là bánh mì gừng được làm bằng gừng và rỉ đường; là đặc trưng của vùng Chiriqui. Một loại bánh quy phổ biến khác là quequi hoặc queque, bánh quy kẹp được làm bằng gừng, rỉ đường và dừa.